# Tempesta sulla Cina
Tempesta sulla Cina (The Mountain Road) è un film statunitense del 1960 diretto da Daniel Mann.
È un film di guerra con protagonisti James Stewart, Lisa Lu e Glenn Corbett basato sul romanzo The Mountain Road di Theodore H. White e incentrato sui tentativi dell'esercito degli Stati Uniti di distruggere ponti e strade potenzialmente utili ai giapponesi durante la seconda guerra mondiale.

## Produzione
Il film, diretto da Daniel Mann su una sceneggiatura di Alfred Hayes con il soggetto di Theodore H. White (autore del romanzo), fu prodotto da William Goetz per la William Goetz Productions e girato a Tucson e nel Salt River Canyon in Arizona

## Distribuzione
Il film fu distribuito negli Stati Uniti dal giugno del 1960 al cinema dalla Columbia Pictures.
Alcune delle uscite internazionali sono state:
- in Svezia il 15 agosto 1960
- in Finlandia il 19 agosto 1960 (Vuoristotie)
- in Germania Ovest il 25 agosto 1960 (Der Kommandant)
- in Austria nel novembre 1960 (Der Kommandant)
- in Danimarca il 23 gennaio 1961 (Sprængkommando)
- in Argentina (Sendero de furia)
- in Spagna (Sendero de furia)
- in Francia (Le commando de destruction)
- in Grecia (Stin lailapa tou polemou)
- in Italia (Tempesta sulla Cina)

## Promozione
La tagline è: "THE REAL EPIC OF THE SCORCHED EARTH...when hate and heroism, danger and disaster blocked escape on...THE MOUNTAIN ROAD".

## Critica
Secondo il Morandini il film è "mediocre" ed emerge solo grazie all'interpretazione di Stewart.